# Музеј града Лођа
Музеј града Лођа (до 2009. Музеј историје града Лођа) – локална самоуправна културна институција града Лођ, смјештена у једној од најимпресивнијих зграда у граду, у некадашњој палати лођског фабриканта Израела Познањског у ул. Огрудовој. Ова резиденција је излог Лођа и свједочанство његовог значаја у 19. вијеку. Унутрашње уређење дворских дворана је неостилско, карактеристично за умјетност прелаза из 19. у 20. вијек, са истовременом употребом елемената декорације у стилу сецесије.
Ентеријери палате су елементи музејских изложби које представљају животе људи важних за град, умјетничка дјела и предмете из свакодневног живота. Изложбе представљају историју и културу Лођа и његових изузетних становника повезаних са музиком, књижевношћу, позориштем и ликовним умјетностима.

## Директори
- Антони Шрам (1975–1988)
- Ришард Чубачињски (1988–2011)
- Малгожата Лаурентович-Гранас (2011–2016)
- Барбара Куровска (2017–2020)
- Славомир Миколајчик (в.д., 2020–2021)
- Магда Комарзениец (од 16. јула 2021.)[2]

## Сталне изложбе
Пантеон великих грађана Лођа:
- Марек Еделман – канцеларија Марека Еделмана
- Јан Карски – Канцеларија проф. Јана Карског
- Јежи Косински - Живот као бестселер
- Артур Рубинштајн – Музичка галерија Артура Рубинштајна је тренутно највећа колекција посвећена овом пијанисти на свијету. Изложба, отворена 1990. године, смјештена је у двије сусједне просторије.[4]

- Јулијан Тувим – Канцеларија Јулијана Тувима

Друго:
- Између дневне собе и спаваће собе. Будоар домаћице
- Филмски кантор Обећане земље
- Модел изгубљене четврти
- У заједничком дворишту
- Оријентална соба
- Салон даме куће
- Трпезарија породице Познански
- Аркадна сала
- Сала огледала
- Велика трпезарија
- Сала

## Музејске филијале

### Одјељење за спорт и туризам
Изложба „Брже, више, јаче“ може се погледати у Академском спортско-образовном центру Технолошког универзитета у Лођу „Затока спорта“ на адреси Алеја Политехника 10.

### Музеј канала „Цев“
Музеј канала „Цев“ налази се у дијелу Лођских канала испод Трга слободе.
- Палата Израела Познанског ноћу
- Стамбена кућа на Тргу слободе 2
- Музеј спорта у Лођу (бивше сједиште ул. кс. Скорупки 21)
- Путовање испод Трга слободе